# 12, Smart
Albums de Morning Musume
Fantasy! Jūichi
(1er déc. 2010) 13 Colorful Character
(12 sept. 2012)
Albums par Dream Morning Musume
Dreams 1
(20 avril 2011)
Singles
1. Maji Desu ka Ska!
Sortie : 6 avril 2011
2. Only You
Sortie : 18 mai 2011
3. Kono Chikyū no Heiwa wo Honki de Negatterun da yo!
Sortie : 14 sept. 2011

 12, Smart  (12, スマート, "12" étant prononcé "twelve" à l'anglaise) est le 12e album régulier du groupe Morning Musume, sorti en 2011.

## Présentation
L'album sort le 12 octobre 2011 au Japon sur le label zetima, dix mois seulement après le précédent album du groupe, Fantasy! Jūichi. Il est écrit, composé et produit par Tsunku. Il atteint la 8e place du classement des ventes de  l'oricon, et reste classé pendant quatre semaines. Il sort également dans une édition limitée au format "CD+DVD", avec une pochette différente et un DVD en supplément contenant dix versions en solo des clips vidéo du dernier single d'alors.
L'album contient douze titres, dont quatre déjà parus sur les trois singles du groupe sortis en 2011 : Maji Desu ka Ska!, Only You, et Kono Chikyū no Heiwa wo Honki de Negatterun da yo! (avec Kare to Issho ni Omise ga Shitai! en "Face B"). Quatre autres titres de l'album ne sont interprétés que par quelques membres du groupe.
C'est le premier album du groupe avec les quatre membres de la "neuvième génération" intégrée en janvier 2011 : Mizuki Fukumura, Kanon Suzuki, Riho Sayashi et Erina Ikuta. C'est aussi son premier album à sortir après les départs de Eri Kamei, Jun Jun et Lin Lin, qui ont quitté le groupe en décembre précédent. Il sort également deux semaines après le départ de Ai Takahashi, qui y est quand même créditée comme membre et figure sur la pochette, une première dans l'histoire du groupe pour une membre graduée avant la sortie d'un disque, hors compilations.
En son honneur, le kanji de son prénom Ai (愛, signifiant "amour" en japonais) est utilisé à la place du mot "Love" ("amour" en anglais) dans le titre de la première chanson de l'album, qui doit donc être prononcé "Give Me Love" et non "Give Me Ai".
Les quatre nouvelles membres de la "dixième génération", sélectionnées seulement deux semaines avant la sortie de l'album, n'y ont donc pas participé et n'y sont pas créditées, bien que faisant officiellement partie du groupe au moment de sa sortie. C'est le dernier album du groupe avec Risa Niigaki et Aika Mitsui, qui le quitteront quelques mois plus tard.

## Formation
Membres du groupe créditées sur l'album :
- 5e génération : Ai Takahashi, Risa Niigaki
- 6e génération : Sayumi Michishige, Reina Tanaka
- 8e génération : Aika Mitsui
- 9e génération : Mizuki Fukumura, Erina Ikuta, Riho Sayashi, Kanon Suzuki

Actuelle formation du groupe lors de la sortie de l'album, mais non créditée :
- 5e génération : Risa Niigaki
- 6e génération : Sayumi Michishige, Reina Tanaka
- 8e génération : Aika Mitsui
- 9e génération : Mizuki Fukumura, Erina Ikuta, Riho Sayashi, Kanon Suzuki
- 10e génération : Haruna Iikubo, Ayumi Ishida, Masaki Satō, Haruka Kudō

## Liste des titres
Toutes les chansons sont écrites et composées par Tsunku.
| CD          | CD                                                                                         | CD                                              | CD         | CD | CD | CD | CD | CD | CD |
| No          | Titre                                                                                      | Origine, ou interprètes                         | Durée      |    |    |    |    |    |    |
| ----------- | ------------------------------------------------------------------------------------------ | ----------------------------------------------- | ---------- | -- | -- | -- | -- | -- | -- |
| 1.          | Give Me Love (Give me 愛)                                                                  |                                                 | 4 min 57 s |    |    |    |    |    |    |
| 2.          | Only You (Only you)                                                                        | 46e single                                      | 5 min 19 s |    |    |    |    |    |    |
| 3.          | Silver no Udedokei (シルバーの腕時計)                                                      | Par Tanaka et Sayashi ; rap : Niigaki et Mitsui | 5 min 50 s |    |    |    |    |    |    |
| 4.          | Suki da na Kimi ga (好きだな君が)                                                          | Par Sayumi Michishige et Mizuki Fukumura        | 5 min 13 s |    |    |    |    |    |    |
| 5.          | Kaiketsu Positive A (怪傑ポジティブA)                                                      |                                                 | 4 min 59 s |    |    |    |    |    |    |
| 6.          | Kono Ai wo Kasanete (この愛を重ねて)                                                       | Par Ai Takahashi et Risa Niigaki                | 5 min 10 s |    |    |    |    |    |    |
| 7.          | Kono Chikyū no Heiwa wo Honki de Negatterun da yo! (この地球の平和を本気で願ってるんだよ!) | 47e single                                      | 5 min 02 s |    |    |    |    |    |    |
| 8.          | Kare to Issho ni Omise ga Shitai! (彼と一緒にお店がしたい!)                                | Face B du 47e single                            | 4 min 51 s |    |    |    |    |    |    |
| 9.          | My Way ~Joshikō Hanamichi~ (My Way ~女子校花道~)                                           |                                                 | 4 min 35 s |    |    |    |    |    |    |
| 10.         | Otome no Timing (乙女のタイミング)                                                         | Par Aika Mitsui, Erina Ikuta et Kanon Suzuki    | 4 min 21 s |    |    |    |    |    |    |
| 11.         | OK Yeah! (OK YEAH!)                                                                        |                                                 | 4 min 46 s |    |    |    |    |    |    |
| 12.         | Maji Desu ka Ska! (まじですかスカ!)                                                        | 45e single                                      | 3 min 41 s |    |    |    |    |    |    |
| 58 min 38 s |                                                                                            |                                                 |            |    |    |    |    |    |    |

| 1.  | Kono Chikyū no Heiwa wo Honki de Negatterun da yo! (Takahashi Ai Solo Ver.) (... 高橋愛 Solo Ver.)                            |  |
| 2.  | Kono Chikyū no Heiwa wo Honki de Negatterun da yo! (Niigaki Risa Solo Ver.) (... 新垣里沙 Solo Ver.)                          |  |
| 3.  | Kono Chikyū no Heiwa wo Honki de Negatterun da yo! (Michishige Sayumi Solo Ver.) (... 道重さゆみ Solo Ver.)                   |  |
| 4.  | Kono Chikyū no Heiwa wo Honki de Negatterun da yo! (Tanaka Reina Solo Ver.) (... 田中れいな Solo Ver.)                        |  |
| 5.  | Kono Chikyū no Heiwa wo Honki de Negatterun da yo! (Mitsui Aika Solo Ver.) (... 光井愛佳 Solo Ver.)                           |  |
| 6.  | Kono Chikyū no Heiwa wo Honki de Negatterun da yo! (Fukumura Mizuki Solo Ver.) (... 譜久村聖 Solo Ver.)                       |  |
| 7.  | Kono Chikyū no Heiwa wo Honki de Negatterun da yo! (Ikuta Erina Solo Ver.) (... 生田衣梨奈 Solo Ver.)                         |  |
| 8.  | Kono Chikyū no Heiwa wo Honki de Negatterun da yo! (Sayashi Riho Solo Ver.) (... 鞘師里保 Solo Ver.)                          |  |
| 9.  | Kono Chikyū no Heiwa wo Honki de Negatterun da yo! (Suzuki Kanon Solo Ver.) (... 鈴木香音 Solo Ver.)                          |  |
| 10. | Jishin Motte Yume wo Motte Tobitasu Kara / Takahashi Ai (Morning Musume) Music Video (自信持って 夢を持って 飛び立つから ...) |  |
| 11. | Jishin Motte Yume wo Motte Tobitasu Kara / Ai Takahashi (Morning Musume) Music Video : Making Eizô                            |  |
| 12. | Album Jacket (...) Making (アルバムジャケット撮影メイキング)                                                                  |  |